# Catharylla paulella
Catharylla paulella là một loài bướm đêm trong họ Crambidae.